# Bayer 04 Leverkusen
Bayer 04 Leverkusen Fußball – niemiecki klub sportowy z siedzibą w Leverkusen. Mistrz Niemiec w sezonie 2023/2024.

## Historia
Jego pierwszymi sekcjami były gimnastyka artystyczna oraz lekkoatletyka. Trzy lata później powstała sekcja piłki nożnej. Od 1999 jako Bayer Leverkusen Fußball GmbH – klub koncernu farmaceutycznego Bayer.
Najwięcej sukcesów klubu zdobyła jednak sekcja koszykówki Bayer Leverkusen, która czternaście razy wygrywała w Basketball-Bundesliga.

## Historia herbu

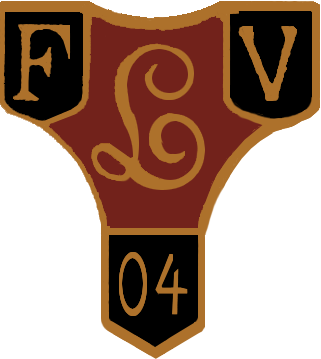
1923–1928
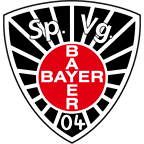
1928-1938
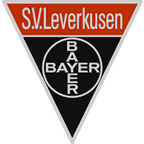
1948-1965
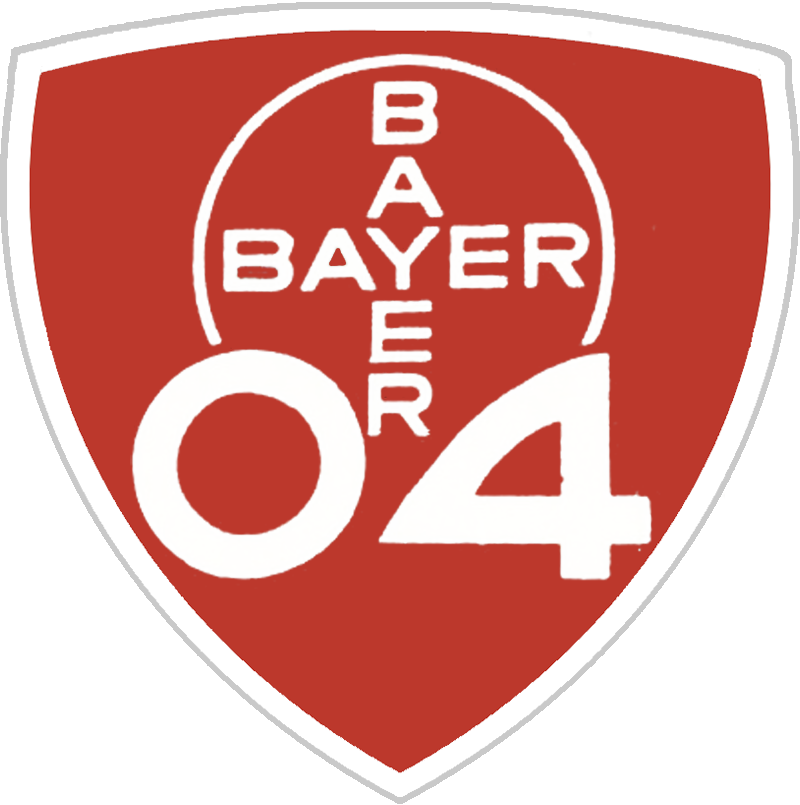
1948–1968 (alternatywna wersja)
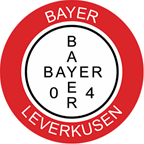
1965-1970
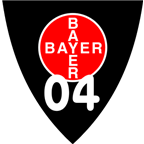
1970-1976
1976-01.07.1984
01.07.1984-1988
1988-1996

## Sukcesy

### Trofea międzynarodowe
| \| \| Zdobyte trofea w rozgrywkach międzynarodowych (stan na: 22-05-2024) \| |                                                                     |      |          |
| Rozgrywki                                                                    | Osiągnięcie                                                         | Razy | Sezon(y) |
| · Liga Mistrzów · (Puchar Europy)                                            | zdobywca                                                            | –    |          |
| · Liga Mistrzów · (Puchar Europy)                                            | finalista                                                           | 1    | 2002     |
| · Liga Europy · (Puchar UEFA)                                                | zdobywca                                                            | 1    | 1988     |
| · Liga Europy · (Puchar UEFA)                                                | finalista                                                           | 1    | 2024     |
| FIFA                                                                         | Zdobyte trofea w rozgrywkach międzynarodowych (stan na: 22-05-2024) |      |          |

### Trofea krajowe
| \| \| Zdobyte trofea w rozgrywkach Niemiec (stan na: 04-05-2025) \| |                                                            |      |                                    |
| Rozgrywki                                                           | Osiągnięcie                                                | Razy | Sezon(y)                           |
| · Mistrzostwo                                                       | I miejsce                                                  | 1    | 2024                               |
| · Mistrzostwo                                                       | II miejsce                                                 | 6    | 1997, 1999, 2000, 2002, 2011, 2025 |
| · Mistrzostwo                                                       | III miejsce                                                | 6    | 1994, 1998, 2004, 2013, 2016, 2022 |
| Puchar                                                              | zdobywca                                                   | 2    | 1993, 2024                         |
| Puchar                                                              | finalista                                                  | 3    | 2002, 2009, 2020                   |
| Superpuchar                                                         | zdobywca                                                   | 1    | 2024                               |
| Superpuchar                                                         | finalista                                                  | 1    | 1993                               |
| · II liga                                                           | I miejsce                                                  | 1    | 1979                               |
| · II liga                                                           | II miejsce                                                 | –    |                                    |
| · II liga                                                           | III miejsce                                                | –    |                                    |
| Niemcy                                                              | Zdobyte trofea w rozgrywkach Niemiec (stan na: 04-05-2025) |      |                                    |

## Statystyka
Poniższe zestawienie przedstawia wyniki osiągnięte przez Bayer Leverkusen od 1979 roku.
| Sezon   | Miejsce | Bilans bramek | Liczba punktów | Średnia frekwencja widzów | Karnety | Najlepszy strzelec      | Trener                                     | Trener                                           | Trener                                           | Puchary Europejskie                                              |
| ------- | ------- | ------------- | -------------- | ------------------------- | ------- | ----------------------- | ------------------------------------------ | ------------------------------------------------ | ------------------------------------------------ | ---------------------------------------------------------------- |
| 1979/80 | 12      | 45:61         | 32−36          | 13.941                    | b.d     | Peter Szech (9)         | Willibert Kremer                           | Willibert Kremer                                 | Willibert Kremer                                 | brak udziału                                                     |
| 1980/81 | 11      | 52:53         | 30−38          | 11.705                    | b.d.    | Arne Larsen Økland (16) | Willibert Kremer                           | Willibert Kremer                                 | Willibert Kremer                                 | brak udziału                                                     |
| 1981/82 | 16      | 45:72         | 25−43          | 9.594                     | b.d.    | Arne Larsen Økland (14) | Willibert Kremer (do 11/81)                | Gerd Kentschke (od 12/81)                        | Gerd Kentschke (od 12/81)                        | brak udziału                                                     |
| 1982/83 | 11      | 43:66         | 29−39          | 9.205                     | b.d.    | Arne Larsen Økland (13) | Dettmar Cramer                             | Dettmar Cramer                                   | Dettmar Cramer                                   | brak udziału                                                     |
| 1983/84 | 7       | 50:50         | 34−34          | 11.652                    | b.d.    | Herbert Waas (15)       | Dettmar Cramer                             | Dettmar Cramer                                   | Dettmar Cramer                                   | brak udziału                                                     |
| 1984/85 | 13      | 52:54         | 31−37          | 9.658                     | b.d.    | Herbert Waas (11)       | Dettmar Cramer                             | Dettmar Cramer                                   | Dettmar Cramer                                   | brak udziału                                                     |
| 1985/86 | 6       | 63:51         | 40−28          | 10.129                    | b.d.    | Cha Bum-kun (17)        | Erich Ribbeck                              | Erich Ribbeck                                    | Erich Ribbeck                                    | brak udziału                                                     |
| 1986/87 | 6       | 56:38         | 39−29          | 12.753                    | b.d.    | Herbert Waas (15)       | Erich Ribbeck                              | Erich Ribbeck                                    | Erich Ribbeck                                    | Puchar UEFA (2. runda)                                           |
| 1987/88 | 8       | 53:60         | 32−36          | 9.511                     | b.d.    | Christian Schreier (11) | Erich Ribbeck                              | Erich Ribbeck                                    | Erich Ribbeck                                    | Puchar UEFA (Zwycięzca)                                          |
| 1988/89 | 8       | 45:44         | 34−34          | 12.329                    | b.d.    | Christian Schreier (8)  | Rinus Michels (do 4/89)                    | Jürgen Gelsdorf                                  | Jürgen Gelsdorf                                  | Puchar UEFA (1. runda)                                           |
| 1989/90 | 5       | 40:32         | 39−29          | 14.423                    | b.d.    | Marek Leśniak (8)       | Jürgen Gelsdorf                            | Jürgen Gelsdorf                                  | Jürgen Gelsdorf                                  | brak udziału                                                     |
| 1990/91 | 8       | 47:46         | 35−33          | 13.617                    | b.d.    | Ulf Kirsten (11)        | Jürgen Gelsdorf (do 5/91)                  | Peter Hermann (od 5/91)                          | Peter Hermann (od 5/91)                          | Puchar UEFA (Ćwierćfinał)                                        |
| 1991/92 | 6       | 53:39         | 43−33          | 15.152                    | b.d.    | Ulf Kirsten (12)        | Reinhard Saftig                            | Reinhard Saftig                                  | Reinhard Saftig                                  | brak udziału                                                     |
| 1992/93 | 5       | 64:45         | 40−28          | 17.008                    | 4.700   | Ulf Kirsten (20)        | Reinhard Saftig (do 5/93)                  | Dragoslav Stepanović                             | Dragoslav Stepanović                             | brak udziału                                                     |
| 1993/94 | 3       | 60:47         | 39−29          | 19.111                    | 5.300   | Paulo Sérgio (17)       | Dragoslav Stepanović                       | Dragoslav Stepanović                             | Dragoslav Stepanović                             | Puchar Zdobywców Pucharów (Ćwierćfinał)                          |
| 1994/95 | 7       | 62:51         | 36−32          | 22.829                    | 6.000   | Rudi Völler (16)        | Dragoslav Stepanović (do 4/95)             | Erich Ribbeck                                    | Erich Ribbeck                                    | Puchar UEFA (Półfinał)                                           |
| 1995/96 | 14      | 37:38         | 38             | 22.041                    | 8.300   | Rudi Völler (10)        | Erich Ribbeck (do 4/96)                    | Peter Hermann (następnie)                        | Peter Hermann (następnie)                        | brak udziału                                                     |
| 1996/97 | 2       | 69:41         | 69             | 20.670                    | 12.000  | Ulf Kirsten (22)        | Christoph Daum                             | Christoph Daum                                   | Christoph Daum                                   | brak udziału                                                     |
| 1997/98 | 3       | 66:39         | 55             | 22.252                    | 14.500  | Ulf Kirsten (22)        | Christoph Daum                             | Christoph Daum                                   | Christoph Daum                                   | Liga Mistrzów UEFA (Ćwierćfinał)                                 |
| 1998/99 | 2       | 61:30         | 63             | 22.435                    | b.d.    | Ulf Kirsten (19)        | Christoph Daum                             | Christoph Daum                                   | Christoph Daum                                   | Puchar UEFA (2. runda)                                           |
| 1999/00 | 2       | 74:38         | 73             | 22.470                    | b.d.    | Ulf Kirsten (17)        | Christoph Daum                             | Christoph Daum                                   | Christoph Daum                                   | Liga Mistrzów UEFA (Kwalifikacje) Puchar UEFA (3. runda)         |
| 2000/01 | 4       | 54:40         | 57             | 22.382                    | b.d.    | Oliver Neuville (15)    | Christoph Daum (do 10/00)                  | Rudi Völler (do 11/00)                           | Berti Vogts                                      | Liga Mistrzów UEFA (Kwalifikacje) Puchar UEFA (3. runda)         |
| 2001/02 | 2       | 77:38         | 69             | 22.382                    | b.d.    | Michael Ballack (17)    | Klaus Toppmöller                           | Klaus Toppmöller                                 | Klaus Toppmöller                                 | Liga Mistrzów UEFA (finał)                                       |
| 2002/03 | 15      | 47:56         | 40             | 22.410                    | b.d.    | Daniel Bierofka (7)     | Klaus Toppmöller (do 2/03)                 | Thomas Hörster (do 5/03)                         | Klaus Augenthaler                                | Liga Mistrzów UEFA (II faza grupowa)                             |
| 2003/04 | 3       | 73:39         | 65             | 22.500                    | b.d.    | Dimityr Berbatow (16)   | Klaus Augenthaler                          | Klaus Augenthaler                                | Klaus Augenthaler                                | brak udziału                                                     |
| 2004/05 | 6       | 65:44         | 57             | 22.500                    | 14.732  | Dimityr Berbatow (20)   | Klaus Augenthaler                          | Klaus Augenthaler                                | Klaus Augenthaler                                | Liga Mistrzów UEFA (1/8 finału)                                  |
| 2005/06 | 5       | 64:49         | 52             | 22.264                    | 14.910  | Dimityr Berbatow (21)   | Klaus Augenthaler (do 9/05)                | Rudi Völler (do 10/05)                           | Michael Skibbe                                   | Puchar UEFA (1. runda)                                           |
| 2006/07 | 5       | 54:49         | 51             | 22.410                    | 14.520  | Andrij Woronin (10)     | Michael Skibbe                             | Michael Skibbe                                   | Michael Skibbe                                   | Puchar UEFA (Ćwierćfinał)                                        |
| 2007/08 | 7       | 57:40         | 51             | 22.471                    | 14.926  | Theofanis Gekas (11)    | Michael Skibbe                             | Michael Skibbe                                   | Michael Skibbe                                   | Puchar UEFA (Ćwierćfinał)                                        |
| 2008/09 | 9       | 59:46         | 49             | 26.532                    | 15.183  | Patrick Helmes (21)     | Bruno Labbadia                             | Bruno Labbadia                                   | Bruno Labbadia                                   | brak udziału                                                     |
| 2009/10 | 4       | 65:38         | 59             | 29.309                    | 17.642  | Stefan Kießling (21)    | Jupp Heynckes                              | Jupp Heynckes                                    | Jupp Heynckes                                    | brak udziału                                                     |
| 2010/11 | 2       | 64:44         | 68             | 28.633                    | 18.551  | Arturo Vidal (10)       | Jupp Heynckes                              | Jupp Heynckes                                    | Jupp Heynckes                                    | Liga Europy UEFA (Ćwierćfinał)                                   |
| 2011/12 | 5       | 52:44         | 54             | 28.494                    | b.d     | Stefan Kießling (13)    | Robin Dutt (do 01.04.)                     | Sami Hyypiä Sascha Lewandowski (do końca sezonu) | Sami Hyypiä Sascha Lewandowski (do końca sezonu) | Liga Mistrzów UEFA (1/8 finału)                                  |
| 2012/13 | 3       | 65:39         | 65             | 28.175                    | b.d     | Stefan Kießling (25)    | Sami Hyypiä Sascha Lewandowski             | Sami Hyypiä Sascha Lewandowski                   | Sami Hyypiä Sascha Lewandowski                   | Liga Europy UEFA (1/16 finału)                                   |
| 2013/14 | 4       | 60:41         | 61             | 28.452                    | b.d     | Stefan Kießling (15)    | Sami Hyypiä (do 04.14) Sascha Lewandowski  | Sami Hyypiä (do 04.14) Sascha Lewandowski        | Sami Hyypiä (do 04.14) Sascha Lewandowski        | Liga Mistrzów UEFA (1/8 finału)                                  |
| 2014/15 | 4       | 62:37         | 61             | 29.311                    | b.d     | Karim Bellarabi (12)    | Roger Schmidt                              | Roger Schmidt                                    | Roger Schmidt                                    | Liga Mistrzów UEFA (1/8 finału)                                  |
| 2015/16 | 3       | 56:40         | 60             | 29.018                    | b.d     | Javier Hernández (17)   | Roger Schmidt                              | Roger Schmidt                                    | Roger Schmidt                                    | Liga Mistrzów UEFA (faza grupowa), Liga Europy UEFA (1/8 finału) |
| 2016/17 | 12      | 53:55         | 41             | 28.428                    | 19.000  | Javier Hernández (11)   | Roger Schmidt (do 03.17) Tayfun Korkut     | Roger Schmidt (do 03.17) Tayfun Korkut           | Roger Schmidt (do 03.17) Tayfun Korkut           | Liga Mistrzów UEFA (1/8 finału)                                  |
| 2017/18 | 5       | 58:44         | 55             | 28.415                    | 19.000  | Kevin Volland (14)      | Heiko Herrlich                             | Heiko Herrlich                                   | Heiko Herrlich                                   | brak udziału                                                     |
| 2018/19 | 4       | 69:52         | 58             | 27.990                    | 19.000  | Kai Havertz (17)        | Heiko Herrlich (do 12.18) Peter Bosz       | Heiko Herrlich (do 12.18) Peter Bosz             | Heiko Herrlich (do 12.18) Peter Bosz             | Liga Europy UEFA (1/16 finału)                                   |
| 2019/20 | 5       | 61:44         | 63             | 21.236                    | b.d.    | Kai Havertz (12)        | Peter Bosz                                 | Peter Bosz                                       | Peter Bosz                                       | Liga Mistrzów UEFA (faza grupowa), Liga Europy UEFA (1/4 finału) |
| 2020/21 | 6       | 53:39         | 52             | bd.                       | bd.     | Lucas Alario (11)       | Peter Bosz (do 23.03.2021) Hannes Wolf     | Peter Bosz (do 23.03.2021) Hannes Wolf           | Peter Bosz (do 23.03.2021) Hannes Wolf           | Liga Europy UEFA (1/16 finału)                                   |
| 2021/22 | 3       | 80:47         | 64             | bd.                       | bd.     | Patrik Schick (24)      | Gerardo Seoane                             | Gerardo Seoane                                   | Gerardo Seoane                                   | Liga Europy UEFA (1/8 finału)                                    |
| 2022/23 | 6       | 57:49         | 50             | bd.                       | bd.     | Moussa Diaby (9)        | Gerardo Seoane (do 05.10.2022) Xabi Alonso | Gerardo Seoane (do 05.10.2022) Xabi Alonso       | Gerardo Seoane (do 05.10.2022) Xabi Alonso       | Liga Mistrzów UEFA (faza grupowa), Liga Europy UEFA (1/2 finału) |
| 2023/24 | 1       | 89:24         | 90             | bd.                       | bd.     | Victor Boniface (14)    | Xabi Alonso                                | Xabi Alonso                                      | Xabi Alonso                                      | Liga Europy UEFA (finał)                                         |
| 2024/25 | 2       | 72:43         | 69             | bd.                       | bd.     | Patrik Schick (21)      | Xabi Alonso                                | Xabi Alonso                                      | Xabi Alonso                                      | Liga Mistrzów UEFA (1/8 finału)                                  |

## Ligowe rekordy
Stan na 22 lipca 2009
- Najwyższe zwycięstwo – 9:1 z SSV Ulm 1846 (1999/2000)
- Najwyższa porażka – 1:6 z Hannover 96 (1998/1999)

| liczba | zawodnik         |
| ------ | ---------------- |
| 401    | Rüdiger Vollborn |
| 350    | Ulf Kirsten      |
| 343    | Stefan Kießling  |
| 333    | Carsten Ramelow  |
| 332    | Thomas Hörster   |

| liczba | zawodnik           |
| ------ | ------------------ |
| 181    | Ulf Kirsten        |
| 131    | Stefan Kießling    |
| 72     | Herbert Waas       |
| 69     | Dimityr Berbatow   |
| 63     | Christian Schreier |
| 52     | Cha Bum-kun        |

## Stadion

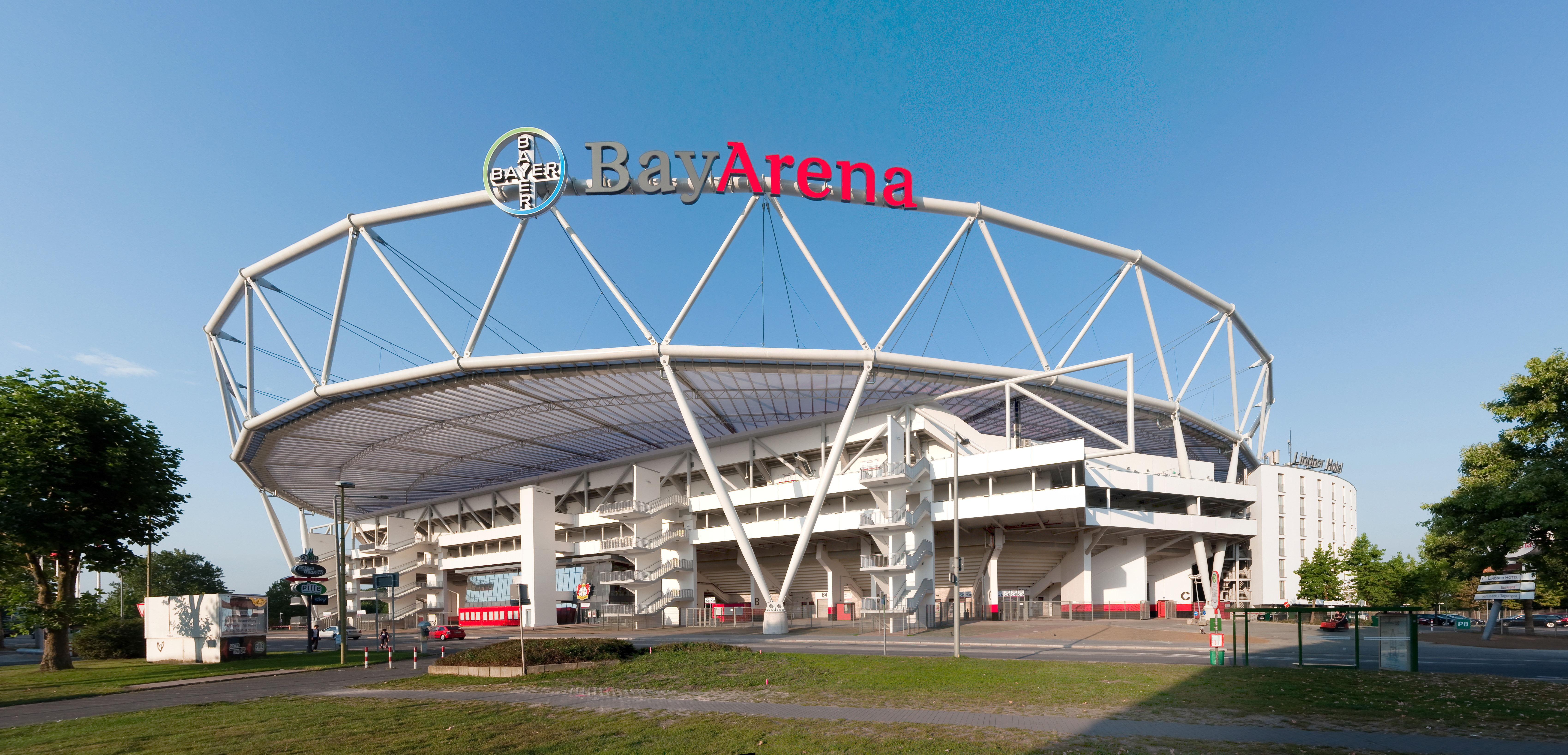
BayArena – widok z zewnątrz

Dane techniczne BayArena:
- Pojemność: 30 210
- Miejsca dla VIP-ów: 2000
- Miejsca dla prasy: 288
- Miejsca dla gości: 2500
- Kraj:  Niemcy
- Miasto: Leverkusen
- Klub: Bayer 04 Leverkusen
- Inauguracja: 23 kwietnia 1956
- Renowacje: 1998, 2008-2009

## Zawodnicy
Stan na 30 stycznia 2024
| Nr | Poz. | Piłkarz                                          |
| -- | ---- | ------------------------------------------------ |
| 1  | BR   | Lukáš Hrádecký (kapitan)                         |
| 2  | OB   | Josip Stanišić (wypożyczony z Bayernu Monachium) |
| 3  | OB   | Piero Hincapié                                   |
| 4  | OB   | Jonathan Tah (wicekapitan)                       |
| 6  | OB   | Odilon Kossounou                                 |
| 7  | PO   | Jonas Hofmann                                    |
| 8  | PO   | Robert Andrich                                   |
| 9  | NA   | Borja Iglesias (wypożyczony z Realu Betis)       |
| 10 | PO   | Florian Wirtz                                    |
| 11 | PO   | Nadiem Amiri                                     |
| 12 | OB   | Edmond Tapsoba                                   |
| 13 | OB   | Arthur                                           |
| 14 | NA   | Patrik Schick                                    |
| 17 | BR   | Matěj Kovář                                      |

| Nr | Poz. | Piłkarz             |
| -- | ---- | ------------------- |
| 18 | PO   | Noah Mbamba         |
| 19 | NA   | Nathan Tella        |
| 20 | OB   | Álex Grimaldo       |
| 21 | NA   | Amine Adli          |
| 22 | NA   | Victor Boniface     |
| 23 | NA   | Adam Hložek         |
| 24 | OB   | Timothy Fosu-Mensah |
| 25 | PO   | Exequiel Palacios   |
| 30 | OB   | Jeremie Frimpong    |
| 31 | OB   | Madi Monamay        |
| 32 | PO   | Gustavo Puerta      |
| 34 | PO   | Granit Xhaka        |
| 36 | BR   | Niklas Lomb         |
| 47 | PO   | Ayman Aourir        |

### Piłkarze na wypożyczeniu
| Nr | Poz. | Piłkarz                                              |
| -- | ---- | ---------------------------------------------------- |
|    | BR   | Patrick Pentz (w Brøndby IF do 30 czerwca 2024)      |
|    | OB   | Sadik Fofana (w Fortunie Sittard do 30 czerwca 2024) |

| Nr | Poz. | Piłkarz                                                 |
| -- | ---- | ------------------------------------------------------- |
|    | NA   | Iker Bravo (w Realu Madryt Castilla do 30 czerwca 2024) |
|    | NA   | Sardar Azmoun (w AS Roma do 30 czerwca 2024)            |